# Canoagem nos Jogos Europeus de 2015
As competições de canoagem nos Jogos Europeus de 2015 foram disputadas na Kur Sport and Rowing Centre, em Mingachevir entre 14 e 16 de junho. Foram disputadas 15 categorias, sendo 9 masculinas e 6 femininas. 

## Calendário
| Junho    | 12 | 13 | 14 | 15 | 16 | 17 | 18 | 19 | 20 | 21 | 22 | 23 | 24 | 25 | 26 | 27 | 28 |
| -------- | -- | -- | -- | -- | -- | -- | -- | -- | -- | -- | -- | -- | -- | -- | -- | -- | -- |
| Canoagem |    |    |    | 5  | 10 |    |    |    |    |    |    |    |    |    |    |    |    |

|  | Dia de competição |  | Dia de final |

## Qualificação
Cada Comitê Olímpico Nacional é restrito a um barco por evento, um máximo de quinze barcos e, portanto, um máximo de 26 atletas qualificados. O Azerbaijão, como anfitrião, tem garantido a presença de três atletas, em três barcos; K1-1000 metros e C1-1000 metros para homens e os K1-500 metros para mulheres.
A qualificação foi distribuída em virtude do desempenho no Campeonato Europeu de Canoagem de 2014. As vagas foram concedidas aos CONs não aos atletas. Cada evento tem uma cota de vagas disponíveis conforme descrito abaixo: 
| Evento    | Cota (barcos/atletas) | Evento   | Cota (barco/atleta) |
| --------- | --------------------- | -------- | ------------------- |
| Masculino | Masculino             | Feminino | Feminino            |
| K1-200m   | 23(23)                | K1-200m  | 18(18)              |
| K1-1000m  | 23(23)                | K1-500m  | 18(18)              |
| K1-5000m  | 13(13)                | K1-5000m | 13(13)              |
| K2-200m   | 14(28)                | K2-200m  | 14(28)              |
| K2-1000m  | 14(28)                | K2-500m  | 14(28)              |
| K4-1000m  | 10(40)                | K4-500m  | 10(40)              |
| C1-200m   | 15(15)                |          |                     |
| C1-1000m  | 15(15)                |          |                     |
| C2-1000m  | 10(20)                |          |                     |

No caso de um atleta qualificar-se em dois barcos (por exemplo, K1-1000m e K2-1000m), ele poderá competir em ambos os eventos, mas somente ocupará o lugar da cota no barco maior; o lugar de cota não utilizado no barco menor será então redistribuído. Quando um barco se qualifica em dois eventos do mesmo tamanho de barco, mas em duas distâncias (por exemplo, 200m e 1000m em K2), esse barco terá permissão para competir em ambos os eventos, mas ocupará apenas a cota em um evento mais longo; a cota não utilizada no evento mais curto será então redistribuída. Em ambos os casos, isso permitirá que mais barcos participem de um determinado evento do que lugares com cotas.

## Medalhistas
Masculino
| Evento                    | Ouro                                                               | Prata                                                                        | Bronze                                                                            |
| ------------------------- | ------------------------------------------------------------------ | ---------------------------------------------------------------------------- | --------------------------------------------------------------------------------- |
| C-1 200 metros detalhes   | Henrikas Žustautas LTU Lituânia                                    | Valentin Demyanenko AZE Azerbaijão                                           | Martin Fuksa CZE Chéquia                                                          |
| C-1 1000 metros detalhes  | Sebastian Brendel GER Alemanha                                     | Martin Fuksa CZE Chéquia                                                     | Attila Vajda HUN Hungria                                                          |
| C-2 1000 metros detalhes  | BLR Bielorrússia Andrei Bahdanovich Aliaksandr Bahdanovich         | RUS Rússia Alexey Korovashkov Ilya Pervukhin                                 | GER Alemanha Peter Kretschmer Michael Mueller                                     |
| K-1 200 metros detalhes 1 | Petter Menning SWE Suécia                                          | Ed McKeever GBR Grã-Bretanha                                                 | Aleksejs Rumjancevs LAT Letônia Marko Dragosavljević SRB Sérvia                   |
| K-1 1000 metros detalhes  | Max Hoff GER Alemanha                                              | Fernando Pimenta POR Portugal                                                | Rene Holten Poulsen DEN Dinamarca                                                 |
| K-1 5000 metros detalhes  | Max Hoff GER Alemanha                                              | Fernando Pimenta POR Portugal                                                | Cyrille Carre FRA França                                                          |
| K-2 200 metros detalhes   | SRB Sérvia Nebojša Grujić Marko Novaković                          | GER Alemanha Ronald Rauhe Tom Liebscher                                      | HUN Hungria Sándor Tótka Péter Molnár                                             |
| K-2 1000 metros detalhes  | HUN Hungria Zoltán Kammerer Tamás Szalai                           | GER Alemanha Max Rendschmidt Marcus Gross                                    | BLR Bielorrússia Vitaliy Bialko Raman Piatrushenka                                |
| K-4 1000 metros detalhes  | HUN Hungria Zoltán Kammerer Dávid Tóth Tamás Kulifai Dániel Pauman | RUS Rússia Alexandr Sergeev Vasily Pogreban Anton Ryakhov Vladislav Blintcov | BLR Bielorrússia Pavel Miadzvedzeu Aleh Yurenia Vitaliy Bialko Raman Piatrushenka |

↑  Miklós Dudás da Hungria ganhou originalmente a medalha de ouro, mas foi posteriormente desqualificado devido a violações de doping. 
Feminino
| Evento                   | Ouro                                                             | Prata                                                                | Bronze                                                                                      |
| ------------------------ | ---------------------------------------------------------------- | -------------------------------------------------------------------- | ------------------------------------------------------------------------------------------- |
| K-1 200 metros detalhes  | Marta Walczykiewicz POL Polônia                                  | Natalia Podolskaya RUS Rússia                                        | Danuta Kozák HUN Hungria                                                                    |
| K-1 500 metros detalhes  | Danuta Kozák HUN Hungria                                         | Yvonne Schuring AUT Áustria                                          | Ewelina Wojnarowska POL Polônia                                                             |
| K-1 5000 metros detalhes | Maryna Litvinchuk BLR Bielorrússia                               | Lani Belcher GBR Grã-Bretanha                                        | Renáta Csay HUN Hungria                                                                     |
| K-2 200 metros detalhes  | BLR Bielorrússia Marharyta Makhneva Maryna Litvinchuk            | SRB Sérvia Nikolina Moldovan Olivera Moldovan                        | UKR Ucrânia Mariya Povkh Anastasiia Todorova                                                |
| K-2 500 metros detalhes  | SRB Sérvia Milica Starović Dalma Ružičić-Benedek                 | ROU Romênia Roxana Borha Elena Meroniac                              | HUN Hungria Anna Kárász Ninetta Vad                                                         |
| K-4 500 metros detalhes  | HUN Hungria Gabriella Szabó Anna Kárász Danuta Kozák Ninetta Vad | GER Alemanha Franziska Weber Verena Hantl Conny Wassmuth Tina Dietze | POL Polônia Karolina Naja Ewelina Wojnarowska Edyta Dzieniszewska-Kierkla Beata Mikołajczyk |

## Quadro de medalhas
O quadro original de medalhas foi publicado. Com o doping de Miklós Dudás, a Hungria perdeu uma medalha de ouro. A Suécia perde uma de prata, porém ganha uma de ouro. A Grã Bretanha perde uma de bronze, porém ganha uma de prata. Letónia e Sérvia ganham uma de bronze cada.  
| Ordem | País             | Medalha de ouro | Medalha de prata | Medalha de bronze |    |
| ----- | ---------------- | --------------- | ---------------- | ----------------- | -- |
| 1     | HUN Hungria      | 4               |                  | 5                 | 9  |
| 2     | GER Alemanha     | 3               | 3                | 1                 | 7  |
| 3     | BLR Bielorrússia | 3               |                  | 2                 | 5  |
| 4     | SRB Sérvia       | 2               | 1                | 1                 | 4  |
| 5     | POL Polônia      | 1               |                  | 2                 | 3  |
| 6     | SWE Suécia       | 1               |                  |                   | 1  |
|       | LTU Lituânia     | 1               |                  |                   | 1  |
| 8     | RUS Rússia       |                 | 3                |                   | 3  |
| 9     | POR Portugal     |                 | 2                |                   | 2  |
|       | GBR Grã-Bretanha |                 | 2                |                   | 2  |
| 11    | CZE Chéquia      |                 | 1                | 1                 | 2  |
| 12    | AUT Áustria      |                 | 1                |                   | 1  |
|       | AZE Azerbaijão   |                 | 1                |                   | 1  |
|       | ROU Romênia      |                 | 1                |                   | 1  |
| 15    | UKR Ucrânia      |                 |                  | 1                 | 1  |
|       | FRA França       |                 |                  | 1                 | 1  |
|       | DEN Dinamarca    |                 |                  | 1                 | 1  |
|       | LAT Letônia      |                 |                  | 1                 | 1  |
| TOTAL | TOTAL            | 15              | 15               | 16                | 46 |